# 丸荘証券
丸荘証券株式会社（まるそうしょうけん）はかつて存在した日本の証券会社。
東京都中央区に本社をおき、1997年3月末時点では資本金13億5511万円、営業店舗7店であった。
バブル景気崩壊後の株式相場の低迷から手数料収入が伸び悩み、又、メキシコ国債を組み入れた商品がメキシコ通貨危機の結果約57億円の損失を抱えたため、自己資本規制比率が低下し、経営が行き詰まり、1997年12月23日に東京地方裁判所に自己破産を申し立てた。負債445億円で結果として80億円の債務超過の状態であった。
1998年9月30日付けで東京地方裁判所から破産宣告を受けた。1968年の証券業免許制以降の証券会社の自己破産は初めてであった。東京証券取引所の正会員権は1998年4月にKOBE証券に譲渡された。
清算業務の結果、顧客からの預かり資産約101億円について返済ができず、寄託証券補償基金が全額を拠出した。
1998年10月に、顧客の保護預かり有価証券を流用していた疑いがあり、横領罪などにあたるとして寄託証券補償基金が丸荘証券と旧経営陣を刑事告発した。分別して管理すべき顧客の保護預かり有価証券を自らの資金調達の担保に使っていたとされる。2001年12月には当時の会長らが業務上横領の疑いで逮捕、起訴された。
2003年2月には、説明義務違反で旧経営陣に3億円支払い命令が下った。
2003年11月12日最高裁判所は、元会長に対して業務上横領の罪で懲役3年の判決を言い渡した。金融会社から融資を受ける際、顧客から預かっていた計約35万株（約5億円相当）の株券を無断で担保として差し入れたと認定されている。

## 沿革
- 1950年 - 互興社として創立
- 1953年 - 幸興証券に改称
- 1954年 - 丸荘証券に改称
- 1968年 証券業の免許取得